# Schloß Burg

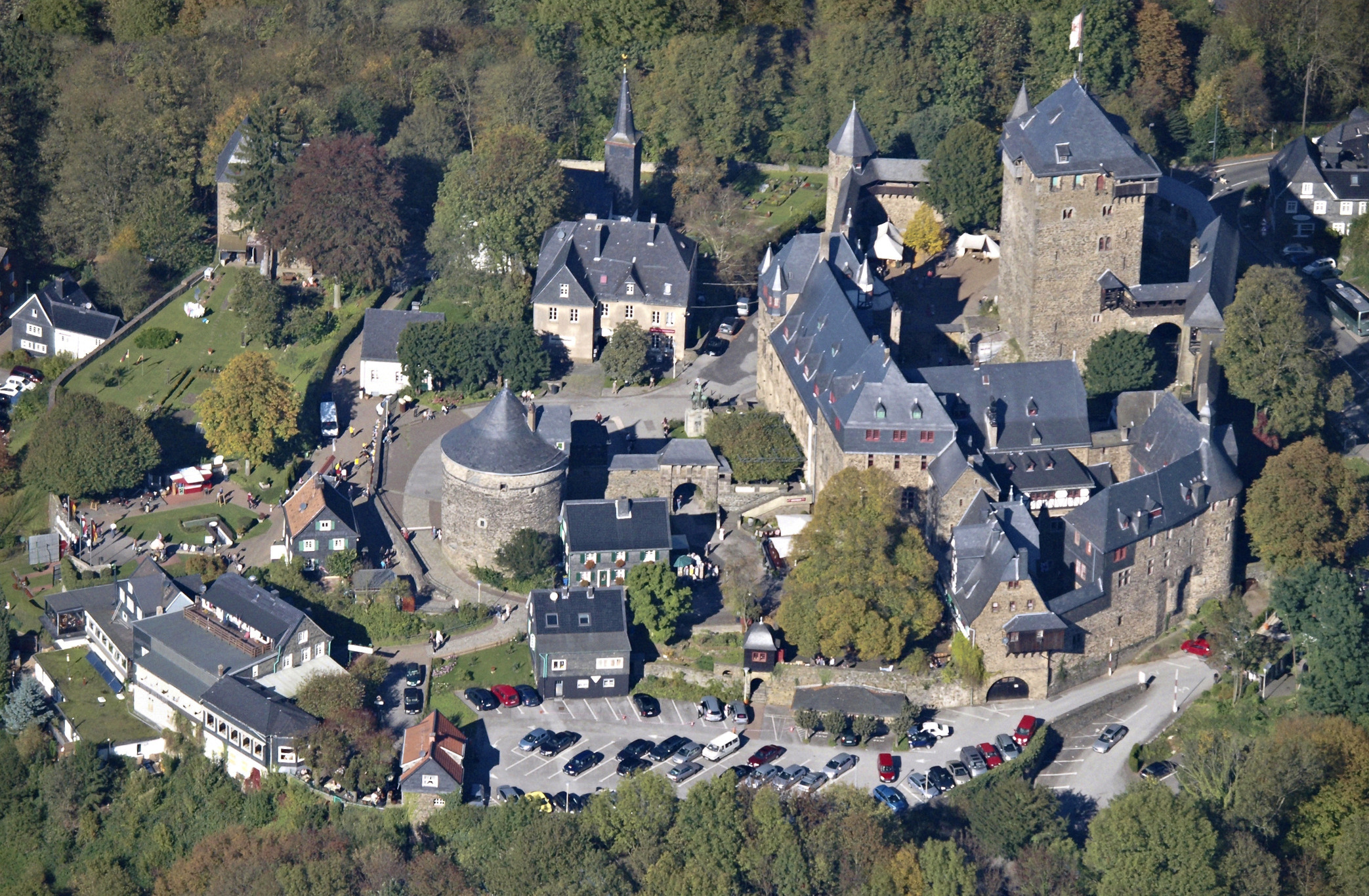
Schloss Burg an der Wupper (2010)

Schloß Burg nằm ở khu phố Burg an der Wupper (Solingen), là lâu đài được xây dựng lại lớn nhất ở Nordrhein-Westfalen, Đức và là một điểm thu hút khách du lịch nổi tiếng. Lịch sử ban đầu của nó được kết nối chặt chẽ với sự thăng tiến của Công quốc Berg.

## Lịch sử ban đầu
Vào đầu thế kỷ 12 (sau năm 1133), Bá tước Adolf III của Berg đã xây dựng Schloss Burg trên một ngọn núi nhìn ra sông Wupper. Lâu đài cũ của bá tước, Lâu đài Berge ở Odenthal gần Altenberg, đã bị bỏ hoang. Tên ban đầu của lâu đài mới là Lâu đài Neuenberge (Newmountain). Mãi cho đến thế kỷ 15, sau khi được tái thiết đáng kể như một lâu đài săn bắn, nó mới nhận được tên hiện tại phản ánh sự mở rộng nguy nga của nó.
Chắt của ông, Bá tước Adolf VI của Berg tham gia cuộc Thập tự chinh thứ năm và chết trong cuộc vây hãm Damietta ở Ai Cập năm 1218. Vì vị bá tước quá cố không có hậu duệ nam nên em trai ông, Tổng giám mục Engelbert I của Köln, đã nắm quyền trị vì của huyện trải qua 2 trận chiến để giành chiến thắng trong cuộc tranh chấp thừa kế với Công tước Waleran III của Limburg. Như bá tước Engelbert II của Berg, ông đã xây dựng các tòa nhà của lâu đài Burg 1218-1225. Engelbert là một người rất quyền lực, không chỉ là tổng giám mục và bá tước, mà còn là cố vấn và quản lý chính của Hoàng đế La Mã Thần thánh Frederick II, đồng thời là người giám hộ và gia sư của vị vua sau này là Henry (VII) của Đức. Nhưng ông cũng gây thù chuốc oán và vào ngày 7 tháng 11 năm 1225, ông bị cháu trai Friedrich von Isenberg sát hại.
Cuộc chiến tranh giành quyền kế vị cho Công quốc Limburg đã ảnh hưởng đến lịch sử của lâu đài. Bá tước Adolf VIII của Berg đã tham gia thành công trong trận chiến quyết định tại Worringen vào ngày 5 tháng 6 năm 1288. Sau trận chiến, tổng giám mục đối lập của Köln, Siegfried II của Westerburg, bị giam trong lâu đài. Adolf VIII giờ đây đã có thể tiến hành nâng cấp thị trấn của mình, Düsseldorf, lên thành một thành phố và có thể kiểm soát giao thông trên sông Rhein. Trong thế kỷ 13 và 14, Schloss Burg vẫn là nơi ở chính của các bá tước Berg. Năm năm sau khi Vua Wenzel nâng Bá tước William lên vị trí công tước vào năm 1380, Düsseldorf trở thành thủ đô của Công quốc Berg. Schloss Burg tiếp tục phục vụ như một lâu đài săn bắn và được sử dụng cho các sự kiện nghi lễ, do đó nó trở thành " Schloss " (lâu đài đại diện). Vì vậy, vào năm 1496, Maria của Jülich-Berg đã đính hôn khi còn nhỏ với John of Cleves -Mark (sau này là John III, Công tước của Cleves). Đám cưới của họ diễn ra 14 năm sau tại Burg và dẫn đến sự thống nhất của các công quốc Jülich-Cleves-Berg. Con gái thứ hai của cặp vợ chồng này là Anna xứ Kleve, kết hôn một thời gian ngắn với Henry VIII của Anh.

## Suy tàn
Năm 1632, binh lính Thụy Điển vây hãm lâu đài. Sau cuộc chiến tranh Ba mươi năm, vào năm 1648, quân đội Hoàng gia đã phá hủy các công sự của lâu đài bao gồm phòng giam, tường thành và cổng. Năm 1700, tòa nhà chính được xây dựng lại một phần và sau đó được sử dụng cho mục đích hành chính. Năm 1849, lâu đài được bán để hoang phế, mục nát và trở thành một đống đổ nát.

## Phục hồi
Năm 1882, kiến trúc sư Gerhard August Fischer từ Barmen đã đề xuất việc tái thiết và đệ trình các bản vẽ và kế hoạch dựa trên các tài liệu cũ, chủ yếu sử dụng hình dáng của lâu đài vào thế kỷ 16. Kể từ năm 1890, ủy ban tái thiết lâu đài đã lãnh đạo việc trùng tu lâu đài trong suốt 24 năm sau đó. Các họa sĩ từ Kunstakademie Düsseldorf đã tham gia. Với việc xây dựng Tháp vây hãm vào năm 1914, công việc dường như đã hoàn thành.
Vào đêm ngày 26 tháng 11 năm 1920 một đám cháy lớn đã thiêu rụi phần lớn lâu đài. Sau đó, du khách phải trả phí vào cửa và số tiền này được dùng để trùng tu và xây dựng lại lâu đài. Công cuộc tái thiết kéo dài từ năm 1922 đến năm 1925. Năm 1929, tượng đài Engelbert của nhà điêu khắc Paul Wynand được dành để tôn vinh người xây dựng và tổng giám mục.
Hình dạng ngày nay không hoàn toàn phù hợp với tình trạng được ghi lại bởi Erich Philipp Ploennies vào khoảng năm 1715. Lâu đài được xây dựng lại ngày nay là một điểm thu hút công chúng lớn. Nó cũng có Bảo tàng Vùng Bergisches Land. Nhà thờ lâu đài được ưa chuộng để tổ chức đám cưới. Lâu đài cũng là nơi có Đài tưởng niệm trục xuất và Đài tưởng niệm các tỉnh miền Đông nước Đức với chuông nhà thờ từ Königsberg và Breslau. Ngoài ra, trong khuôn viên còn có các cửa hàng thương mại bán đồ lưu niệm.
Khu vực xung quanh có những con đường mòn đi bộ đường dài đến các khu rừng và đến Unterburg, đó là nơi tọa lạc của ngôi làng, dưới chân núi. Ở đó bạn có thể mua Burger Brezel, một đặc sản bánh mì địa phương. Có ghế kéo trên cáp treo (Seilbahn) kết nối Unterburg và lâu đài.
Burg từng là một thị trấn độc lập cho đến khi nó trở thành một phần của Solingen vào năm 1975.